# Zalmoxis neobritanica
Zalmoxis neobritanica is een hooiwagen uit de familie Zalmoxioidae.